# Assedio di Missolungi
L'assedio di Missolungi fu un episodio chiave della guerra d'indipendenza greca degli anni 1820, più per il significato politico che per quello militare, dal momento che la capitolazione della città contribuì a far propendere l'opinione pubblica europea in favore della causa d'indipendenza del popolo greco.
Missolungi (Μεσολόγγι in greco), con la sua ubicazione sulla sponda settentrionale del Golfo di Patrasso, occupa una posizione strategica che ne fa la porta di accesso al Golfo di Corinto, ma che le permette anche di dominare il Peloponneso e la Grecia settentrionale. La sua importanza era stata messa alla prova nella battaglia di Lepanto, nel XVI secolo.
Missolungi fu ripetutamente assediata dagli Ottomani durante la guerra d'indipendenza greca: senza successo nel 1822, quindi nel 1823 e, infine, nel 1826-1827, quando la città fu presa. Quest'ultima sconfitta dei Greci ebbe tuttavia un ruolo decisivo nel determinare la futura vittoria della sollevazione indipendentista. I difensori della città erano stati infatti raggiunti, finanziati e trascinati da Lord Byron nel 1824. La sua morte impressionò i liberali Filelleni, sensibili alla causa greca, e l'Europa in generale. La difesa eroica e il sacrificio della popolazione cittadina, consumatisi durante l'ultimo assedio, spinsero le potenze europee a intervenire.
All'inizio degli anni 1820, Missolungi contava circa 5 500 abitanti, quasi tutti dediti ad attività marinaresche. Costruita su una delle estremità di una baia poco profonda, e quindi di difficile accesso per le navi ad elevato pescaggio, la città è separata dal mare, distante 7 km, solo da una laguna paludosa chiamata Limnosthalassa; l'abitato è anche protetto a ovest e a sud, mentre l'accesso alla baia è controllato dagli isolotti di Vasilidi, Dalma e Anatolikon (su cui si ergeva una fortezza). Un'altra difesa naturale, verso est, è offerta dal Monte Aracinto. Malgrado queste barriere fisiche, le sue difese terrestri si riducevano a un piccolo fossato quasi ricolmo, a delle mura in cattivo stato e a quattro vecchi cannoni.

## Contesto: la guerra di indipendenza greca

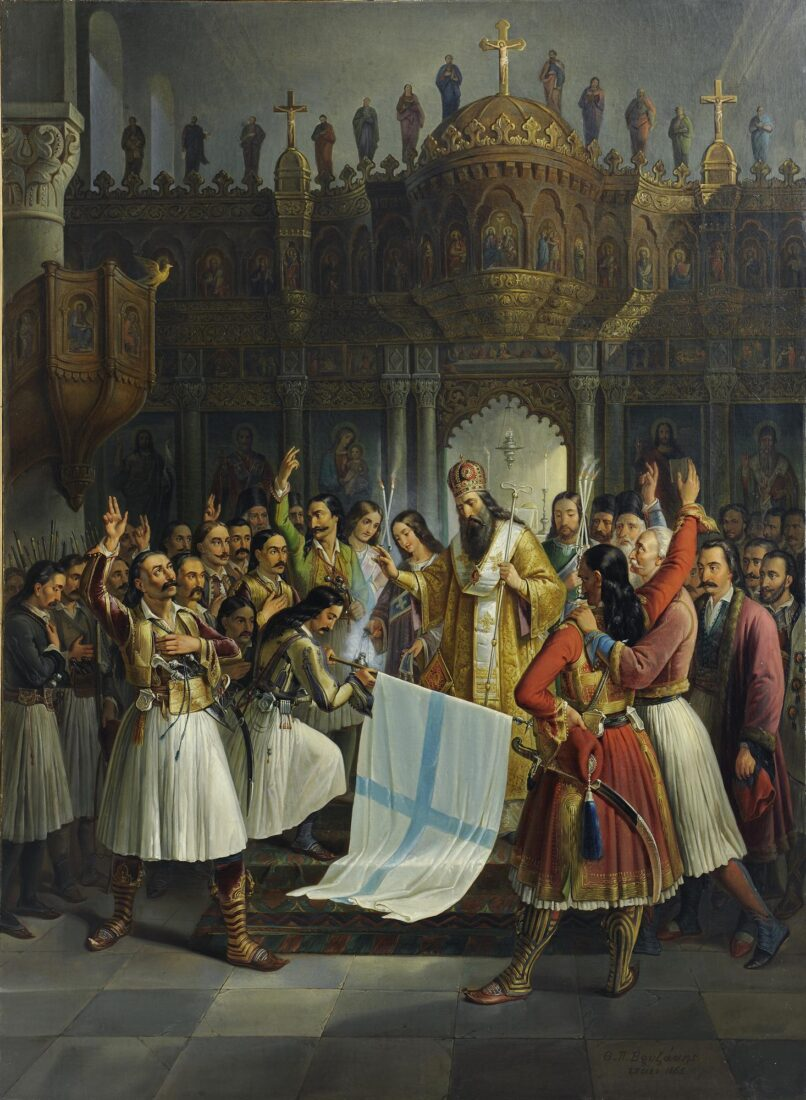
Gemanos, metropolita di Patrasso, benedice gli insorti greci.

La guerra d'indipendenza greca fu una lotta di liberazione contro l'occupazione ottomana. I principali scontri ebbero come teatro il Peloponneso e i dintorni di Atene, ma vi furono alcuni combattimenti che ebbero luogo in Epiro.
Infatti, nel 1820, Alì Pascià di Tepeleni, che mirava ad assicurarsi la definitiva autonomia dei propri possedimenti in Epiro, si era rivoltato contro il sultano Mahmud II. La Sublime porta (come a volte è chiamato il governo ottomano) aveva dovuto mobilitare un esercito intorno a Giannina. Il Sultano aveva inviato Hursid Pascià, governatore del Peloponneso, affinché con le sue truppe sedasse la ribellione e Missolungi era il porto strategico per le comunicazioni tra le due regioni: Epiro e Peloponneso.
Per i patrioti greci organizzati nelle Filikí Etería, che già dalla fine del XVIII secolo preparavano l'insurrezione generale, la ribellione di Ali Pasha rendeva quel momento propizio all'azione, vista la potenziale minor disponibilità di soldati turchi da utilizzare nella repressione degli insorti. L'insurrezione fu scatenata nel Peloponneso. Ebbe inizio, tra il 15 e il 20 marzo 1821, sulla costa settentrionale del Peloponneso (Patrasso, Vostitsa, Kalavrita) e nella penisola del Mani. Theodoros Kolokotronis, uno dei leader della resistenza, aveva percorso in lungo e in largo il Peloponneso, agli inizi del 1821, al fine di promuovere la causa dell'indipendenza. Era partito da Zante che, con Corfù era una delle basi di preparazione della insurrezione. Le isole Ionie, con la loro cinta, chiudevano quel Golfo di Corinto di cui Missolungi e Patrasso controllavano l'ingresso. Il 25 marzo, l'arcivescovo Gemanos, metropolita di Patrasso, proclamò la guerra di liberazione nazionale.
Le truppe di Ali Pasha finiranno sconfitte nel 1822. Così, gli Ottomani si rivolsero contro i ribelli Greci che si erano nel frattempo accordati proprio con il pascià di Ioannina, nemico del loro nemico. L'alleanza tattica era un accordo di comodo, dal momento che i Greci non erano immemori di come Ali Pasha avesse massacrato i Sulioti, all'inizio del secolo. Quei montanari epiroti, cristiani di origine albanese, sono oggi considerati come i primi eroi e le prime vittime dell'indipendenza e del riscatto della Grecia. Avendo avuto ragione di Ali Pacha, Khursit Pacha decise di soffocare anche quel focolaio di insurrezione in Epiro.

## Il primo assedio

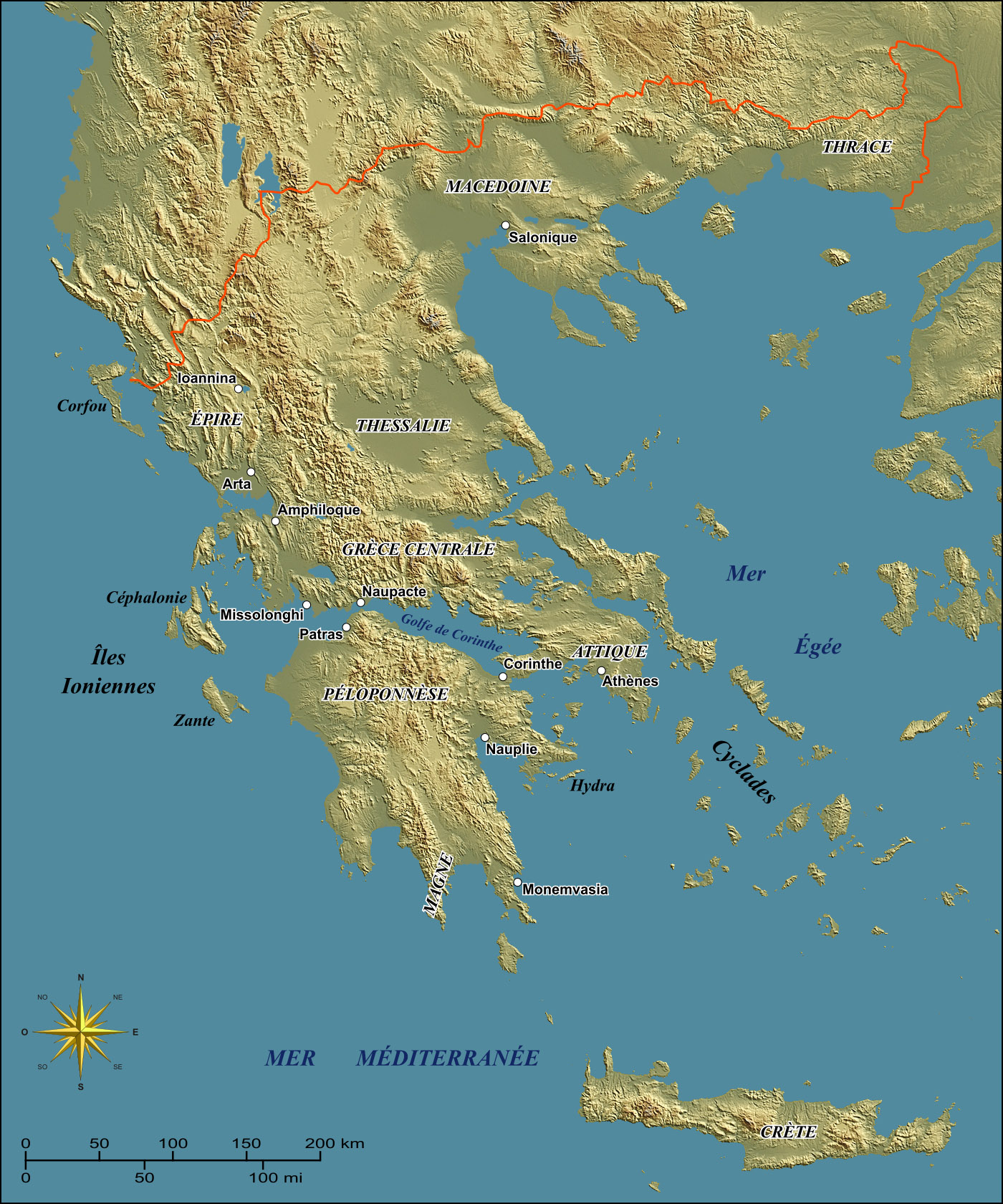
Carta geografica della Grecia che evidenzia la posizione strategica di Missolungi.

Dopo la sconfitta e la morte di Ali Pascià, i Sulioti si ritrovarono quasi soli a fronteggiare le folte truppe di Hursid Pascià che poteva contare su 14 000 uomini. Fecero quindi appello al sostegno degli altri insorti greci. Così fu prontamente inviato sul posto Alexandros Mavrokordatos, a capo di 920 pallikares greci e di 120 Filelleni. Le sue otto navi lasciarono Corinto per Missolungi, porta di accesso all'Etolia. I Sulioti, in un estremo tentativo, erano riusciti a disimpegnarsi e Mavrokordátos poté farsi loro incontro, prima di marciare su Arta dove però fu sconfitto il 16 luglio (4 luglio del calendario giuliano) da un contingente di 7-8 000 Turchi. Nello scontro egli perse un terzo dei suoi uomini e metà dei Filelleni. Si rendeva perciò necessario evacuare l'Etolia. I Sulioti raggiunsero Cefalonia a bordo di imbarcazioni britanniche mentre gli abitanti greci della regione abbandonavano le loro proprietà dando fuoco a fattorie e raccolti per fare terra bruciata intorno agli Ottomani.

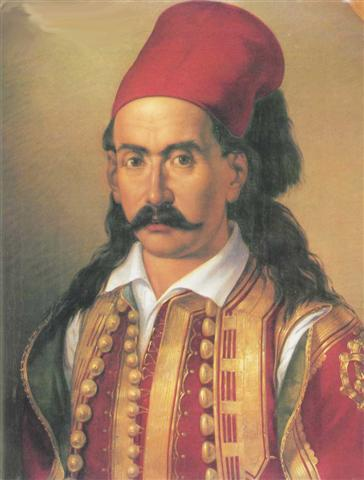
Markos Botsaris.

Tutti confluivano verso Missolungi, dove, il 6 novembre (25 ottobre giuliano), furono raggiunti dall'esercito ottomano guidato da Omer Vrioni. Mentre il blocco imposto dalla fanteria turca impediva l'accesso in città per vie di terra, tre navi da guerra mettevano in opera un blocco navale. Mavrokordátos e Markos Botsaris non vollero abbandonare Missolungi al suo destino, la cui perdita avrebbe spalancato le porte del Peloponneso alle truppe ottomane. Fu così che 360 insorti greci, forniti di cibo e munizioni a sufficienza per un mese, si trovarono a fronteggiare 11 000 soldati turchi armati di undici cannoni e quattro obici. Tra i soldati della Sublime porta si trovavano arruolati degli albanesi musulmani, considerati corpi d'élite perché ancora imbattuti.
Omer Vrioni iniziò allora a negoziare per ottenere una resa senza spargimento di sangue. Per mostrare le sue buone intenzioni, accordò una tregua di otto ore affinché i Greci potessero radunare le imbarcazioni necessarie all'evacuazione dei civili. Idra e Spetses inviarono allora sette navigli che, anziché raccogliere gli abitanti, dapprima si misero alla caccia delle navi ottomane (21 novembre, 9 del calendario giuliano), e quindi permisero lo sbarco di rinforzi: circa 700 peloponnesiaci, comandati - tra gli altri - da Petrobey Mavromichalis, quindi altri 1 000 pallikares con i loro capétans (comandanti), oltre a provviste e munizioni (25 novembre, 13 novembre giuliano).
Gli assedianti ottomani, dal canto loro, soffrivano la fame e le malattie (la zona circostante la città è molto paludosa) e, in aggiunta, i soldati albanesi reclutati da Omer Vrioni si rifiutavano di combattere, non avendo ricevuto il loro soldo. Le sortite degli assediati, regolari e letali, demoralizzavano le truppe ottomane.
Omer Vrioni decise di porre fine agli indugi attaccando il giorno di Natale del 1822 (calendario giuliano). Sperava di sorprendere gli assediati, confidando in un abbassamento della guardia durante i festeggiamenti religiosi. Venne a mancare tuttavia l'effetto sorpresa, perché alcuni cristiani al servizio dei Turchi riuscirono a preavvertire i Greci. Questi, quando la fanteria ottomana passò all'azione, si trovavano tutti ai loro posti di combattimento.
La battaglia durò tre ore, al termine delle quali gli Ottomani dovettero battere infine in ritirata, dopo aver perduto 500 uomini, tra morti e feriti, e dodici insegne militari. I Greci non avevano da piangere che quattro morti.
Nei giorni seguenti gli assediati continuarono le loro sortite di disturbo, aiutati da alcune piccole bande di pallikares che erano riuscite a raggiungere Missolungi per via di terra. Intanto si preannunciava una spedizione di soccorso per liberare i Greci dall'assedio. Omer Vrioni diede l'ordine di levare il campo e i Turchi tolsero l'assedio nella notte tra l'11 e il 12 gennaio 1823 (31 dicembre 1822 del calendario giuliano), abbandonando sul posto tutta l'artiglieria. Uno dei frequenti disaccordi tra i capi greci ritardò però l'azione di inseguimento.
Il bilancio di questo primo assedio fu positivo per gli insorti greci. Gli albanesi dell'esercito ottomano avevano perso la loro reputazione di invincibilità mentre ai Turchi, in ogni caso, era preclusa la possibilità di riprendersi il Peloponneso da nord. Il sultano fu costretto a rivolgersi al suo vassallo egiziano Mehemet Ali. La vittoria a Missolungi permetteva ora ai Greci di poter sperare in un possibile successo mentre le nazioni dell'Europa occidentale iniziarono infine a interessarsi delle sorti dei Greci, che sembravano in grado di assicurarsi la vittoria.

## Il secondo assedio
Nel 1823 il Sultano lanciò una controffensiva in Grecia, sotto la guida di Mehmet Pasha. Parte dell'esercito, un contingente forte di 13 000 uomini, doveva riprendere l'assedio di Missolungi al comando di Moustaï, pascià di Scutari. Il Souliota Marco Botzaris, con 2 500 montanari acarnani ed etoli e 450 Soulioti, tentò di fermare la progressione ottomana il 20 agosto (9 agosto, giuliano). Cadde in combattimento, insieme ad altri 60 uomini, e il suo corpo fu sepolto a Missolonghi; ma Botzaris riportò una vittoria con 800 perdite tra le truppe ottomane, un risultato che servì a ritardare l'avanzata dei nemici.
Moustaï si ricongiunse con 3 000 Albanesi di Omer Vrioni e pose l'assedio al villaggio di Anatolikon i cui bombardamenti iniziarono il 17 ottobre. Malgrado i 2 000 proiettili scagliati, Anatolikon subì solo lievi danni. Il 20 ottobre, Moustaï dovette rinunciare al suo piano di neutralizzare la via di approvvigionamento marittimo che serviva Missolungi. Le imbarcazioni greche riuscirono a farsi strada nelle acque poco profonde della baia, cosa che fu impossibile ai vascelli turchi. In questo modo gli assediati continuavano ad essere regolarmente riforniti mentre a soffrire la fame erano invece gli assedianti ottomani, tra cui si contavano già 2 000 morti per malattie contratte durante l'assedio. Piuttosto che affrontare l'inverno, Moustaï tolse l'assedio l'11 dicembre. I difensori greci, durante l'assedio, avevano subito perdite per 200 uomini.

## Byron a Missolungi

L'arrivo di Byron a Missolungi. Alexandros Mavrokordatos è l'uomo in redingote nera che lo accoglie.

In Europa occidentale, il caso greco diventò il simbolo della lotta dei liberali e finì per incarnarne tutte le loro cause: la libertà, naturalmente, ma anche il diritto dei popoli all'autodeterminazione e la lotta contro l'oppressione di una monarchia conservatrice e arcaica. Così, un fremito di simpatia per i ribelli greci attraversava tutte le file liberali. I più coinvolti tra essi si battezzarono Filelleni e si organizzarono in comitati un po' in tutt'Europa, ma anche in America. La loro attività principale fu quella di raccogliere fondi per l'acquisto di armi, la cui consegna agli insorti fu affidata al più intrepido di loro: il poeta britannico George Byron, già sul continente greco da molti anni, fu incaricato dal comitato filelleno di Londra, diretto dal suo amico John Cam Hobhouse, con il quale aveva visitato la Grecia negli anni 1810, di portare ai greci l'aiuto dei filelleni britannici. Byron lasciò il porto di Genova nel luglio 1823 per dirigersi a Cefalonia con un carico di armi e di oro. Ad Aléxandros Mavrokordátos riuscì quindi di convincerlo a passare sul continente.
Poco prima di sbarcare a Missolungi, Lord Byron annotò nel suo diario (il 17 ottobre, con molto ritardo e mescolando i primi due assedi):
(Lord Byron, Byron's Letters and Journals.)
Lord Byron sbarcò il 24 gennaio 1824, accolto da Mavrokordatos e da Andréas Metaxás, sindaco della città. I Soulioti si erano definitivamente insediati in città, ma non combattevano più perché il loro compenso non era stato regolato. Byron utilizzò una parte della sua fortuna per pagarli. Ne ingaggiò 500 che intendeva istruire secondo la disciplina militare occidentale, ma dovette rinunciarvi. Non ebbe maggior successo con i Greci che arruolò sul posto. La febbre che aveva contratto durante il suo viaggio nel 1811 si riacutizzò a causa dell'aria malsana delle paludi della regione. Morì il 19 aprile 1824 (7 aprile giuliano), il giorno di Pasqua. Fu allora considerato come un martire della causa filellena.
I greci avevano profittato del periodo di tregua, e forse anche del denaro dei Filelleni, per migliorare le fortificazioni. Il compito fu affidato all'ingegnere italiano Pietro (o Michele) Coccini (ellenizzato in Petros - o Michalis. - Kokkinis). Un nuovo muro era stato costruito, con bastioni che avevano ricevuto il nome di eroi della Guerra di indipendenza, come Botzaris, Makris o Normann (un generale Filelleno caduto nell'assedio precedente e sepolto in città), ma anche di Benjamin Franklin, Guglielmo Tell o Rigas Feraios. Una cinquantina di cannoni, tra cui quattro obici, costituivano ora l'artiglieria difensiva.

## Il terzo assedio

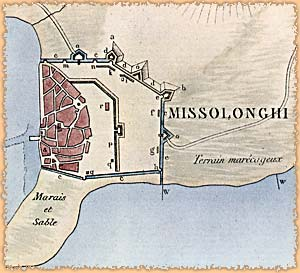
Mappa delle fortificazioni dopo il 1824.

Nel marzo 1825 i Turchi assediarono ancora una volta la città, irrinunciabile a entrambi i contendenti per la sua posizione geografica. Il suo porto costituiva in effetti l'ultimo baluardo greco in Grecia settentrionale. Caduta Missolungi, non sarebbe rimasta agli insorti che «Napoli di Romania» (Nauplia) e «Napoli di Malvasia» (Monemvasia). Ma le umiliazioni subite dagli Ottomani negli assedi del 1822-1823 avevano accresciuto il loro desiderio di impadronirsene, fino a farne una questione d'onore.
Il Sultano aveva inviato il suo miglior generale, Rashid Pasha, detto Kioutagi, al quale avrebbe detto: "O Missolungi, o la tua testa!". Disponeva di 20 000 uomini, tra cui 3 000 zappatori (genieri incaricati di intaccare le fortificazioni nemiche). Il 23 aprile (11 aprile giuliano) fu imposto l'assedio ad Anatolikon, mentre il 27 aprile (15 aprile giuliano) fu la volta di Missolungi. Gli artiglieri turchi furono lenti nel dispiegare le loro batterie. Il 17 maggio erano stati posti in opera solo tre cannoni e due obici. I difensori greci ne ostacolavano il compito, dal momento che i Turchi si trovavano a dover operare sotto il fuoco avverso. Missolungi era difesa da 3 000 greci, tra cui un gran numero di Soulioti. Durante il mese di giugno, 1 500 volontari discesero dalle montagne per rafforzare Missolungi. La piazzaforte era comandata principalmente da Notis Botzaris e Tsonga. Il filelleno svizzero Johann Jacob Mayer pubblicava nella città un gazzettino per mantenere alto il morale degli abitanti. Quella pubblicazione è considerata come il primo giornale della Grecia. Gli assedianti ricevevano rifornimenti da Naupatto e Patrasso.
Durante due mesi, l'assedio procurò poche vittime ad entrambe le parti. Le brecce aperte dai genieri zappatori ottomani venivano riparate ogni notte dai civili greci a cui era affidato questo compito, donne, vecchi e bambini. In giugno, gli assediati furono approvvigionati da una flotta comandata da Giorgos Negkas. Il 20 giugno, inoltre, poterono anche tentare una sortita. I genieri zappatori greci fecero detonare una mina nel muro di circonvallazione costruito da ingegneri austriaci al servizio degli Ottomani. L'attacco permise ai greci di uccidere un centinaio di soldati nemici.

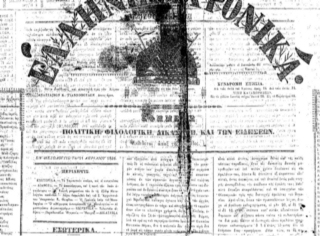
La Ellinika chronika di Missolungi, di J.J. Mayer, considerato il primo giornale della Grecia.

Finché furono possibili comunicazioni marittime, gli assediati poterono ricevere approvvigionamenti e munizioni dal Peloponneso e dalle Isole ionie. Ma il 29 giugno 1825, l'ammiraglio turco Topal Pasha entrò in laguna con circa ottanta navi turche, egiziane e algerine, perlopiù cariche di munizioni e forniture, ma anche di nuovi pezzi d'artiglieria. Ora Missolungi era tagliata fuori dal resto della Grecia e questa volta toccava agli Ottomani di essere riforniti.
Rachid Pacha chiese la resa della assediati, ma la loro risposta suonò così: «Le chiavi della città sono appese alla bocca dei nostri cannoni.». Il 2 luglio, una mina distrusse il bastione «Botsaris» e i Turchi tentarono di penetrare nella città. Furono respinti. Rachid Pasha propose di nuovo la resa ma i difensori si limitarono ad inviare agli Ottomani dell'alcool, precisando che era per dar loro un po' di coraggio in vista di una presa della città che non sarebbe stata cosa facile. Il 18 luglio, il bastione "Franklin" fu preso e gli Ottomani poterono farvi sventolare i loro colori. Il morale della città ne rimase scosso e solo il contrattacco dei greci impedì che gli assedianti entrassero in città. Sul finire del giorno il bastione era già riconquistato. I combattimenti avevano mietuto 500 morti.
Il 23 luglio, l'ammiraglio greco Andreas Miaoulis riusciti a forzare il blocco navale e a portare rifornimenti alla città. Attaccò con 40 imbarcazioni e un brulotto incendiario, la cui apparizione mise in fuga le navi turche. La notte del 25 luglio, Yeóryios Karaïskákis, comandante militare della Grecia occidentale, entrò nel campo di Rashid Pasha infliggendovi ingenti danni e 300 perdite. Poi inviò delle truppe per rafforzare la guarnigione che presidiava Missolungi, alleviando l'assedio della città. Il 28 settembre, ad Amfilochia (Karvassaras sotto il dominio ottomano), Karaïskákis s'impadronì dei rifornimenti destinati agli Ottomani.
Avendogli il Sultano ordinato di portare a termine la missione prima del beïram (festa nazionale. Per i turcofoni l'equivalente dell'Aïd), Rachid Pacha tentò un ultimo disperato assalto che si risolse nuovamente in un nulla di fatto. Le sue truppe soffrivano sempre più la fame e le malattie, mentre alcuni elementi cominciavano a disertare. Inoltre, le sortite degli assediati nocevano moltissimo al morale degli assedianti. Il 18 ottobre 1825, Rachid Pacha si ritirò a Salonicco.

## Il quarto assedio

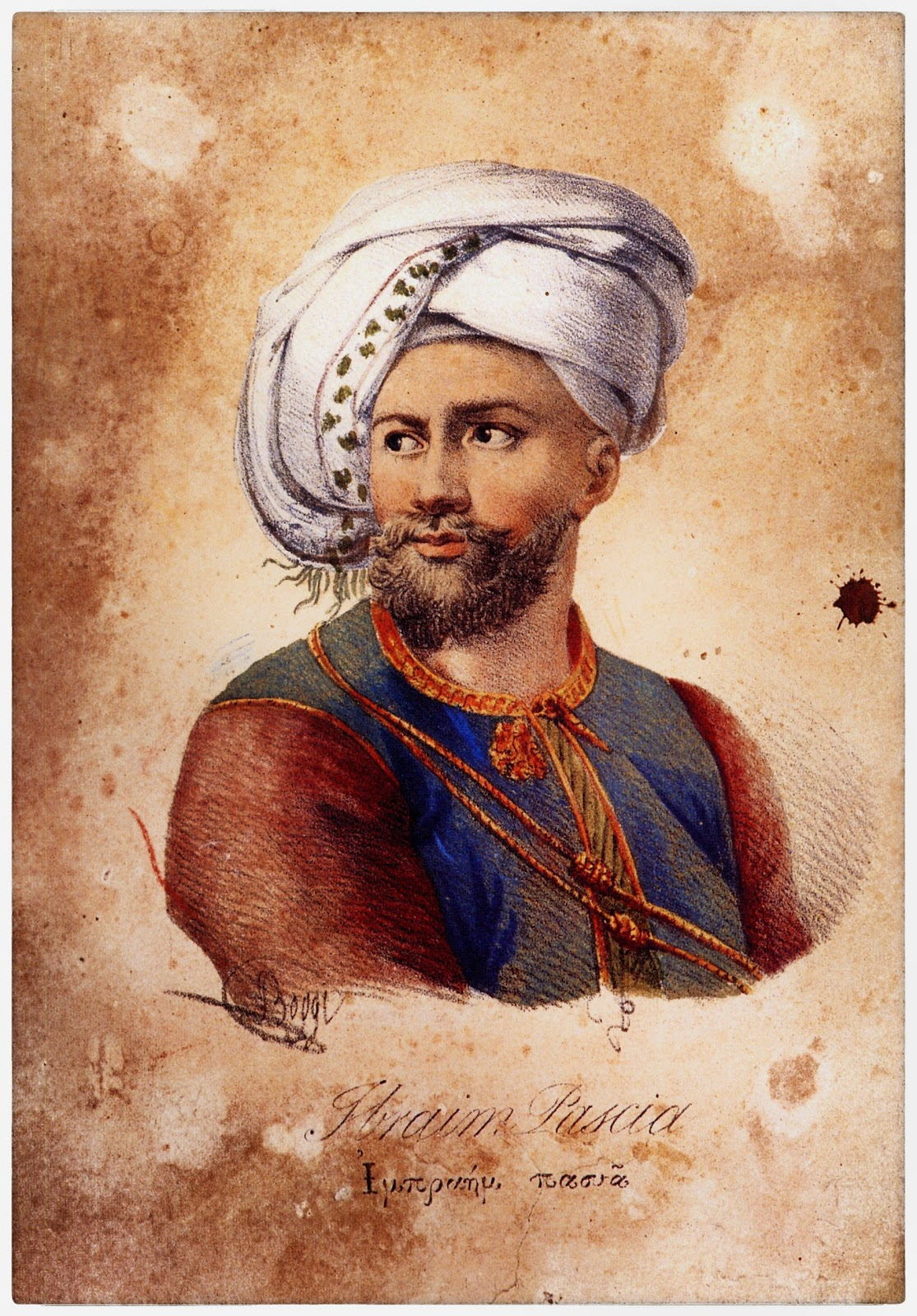
Ibrahim Pascià.

### L'assedio
Il Sultano aveva chiamato in aiuto Mehemet Ali, suo vassallo egiziano. Questi aveva inviato suo figlio, Ibrahim Pasha, che era sbarcato nel Peloponneso il 26 febbraio 1825 e l'aveva riconquistato. La sconfitta di Rashid Pasha nell'assedio di Missolungi rendeva ancora più eclatanti le vittorie di Ibrahim, ma egli volle accrescere ancora la reputazione propria, e il prestigio delle truppe egiziane, desiderando riuscire laddove l'esercito turco aveva fallito. Così, nel novembre 1825, inviò una parte della sua flotta a bloccare Missolungi per poi partire da Patrasso e attraversare, con le truppe, il Golfo di Corinto arrivando, il 5 gennaio 1826 (26 dicembre 1825 del calendario giuliano), a cingere d'assedio la città. A Missolungi, non si era ancora potuto completare il lavoro di riparazione delle fortificazioni danneggiate durante l'ultimo assedio. Intanto, partiti gli Ottomani, molti abitanti, altrettante bocche da sfamare, avevano fatto ritorno in città.
Ibrahim Pasha schernì Rachid Pasha per l'incapacità dimostrata nel superare la cinta durante quegli otto mesi di assedio. Indicando i bastioni della città, proclamò che in quindici giorni ne sarebbe venuto a capo.
Questa volta, però, l'operazione fu più ardua che nelle precedenti occasioni. Le disponibilità finanziarie dei Greci erano agli sgoccioli e questo imponeva loro di scegliere: pagare i marinai per il trasporto delle forniture da Idra o acquistarle. Finì che i marinai rinunciarono al loro compenso mentre i Filelleni inviarono nuovi sussidi. Giunto di fronte a Missolungi, Miaoulis incontrò una forte opposizione da parte della flotta egiziana. Riuscì a passare solo con difficoltà, e a prezzo della perdita di alcune imbarcazioni.
Il 18 febbraio, le opere d'assedio erano completate e Ibrahim Pasha diede inizio al bombardamento. Tra il 25 e il 28 febbraio, la sua artiglieria – 40 pezzi tra cannoni e obici - scaraventò 8 000 proiettili o bombe sulla città. I danni furono notevoli. L'Ellinika Chronika di Mayer, pur favorevole agli assediati, riferì che i colpi di mortaio avevano fatto morti a decine. Tuttavia gli uomini di Ibrahim Pasha non furono in grado di prendere le mura della città, nonostante un triplo assalto notturno a fine febbraio. Ibrahim Pasha dovette riconoscere di non essere in grado a farcela da solo e fu costretto a chiedere l'aiuto di Rachid Pasha. Il ricongiungimento dei due eserciti segnò il destino di Missolungi.
La flotta di Ibrahim riuscì a porre un blocco totale del porto, impedendo l'arrivo di ogni nuova fornitura. Gli isolotti che proteggevano la città dal lato della laguna caddero uno dopo l'altro. Vasilidi, difeso da un centinaio di combattenti fu conquistato da Hussein Bey, figlio di Ibrahim Pasha, il 9 marzo (25 febbraio giuliano), dopo che una bomba era caduta su un magazzino di polvere da sparo. Vi furono solo tre superstiti. Dalmâ capitolò il 14 marzo (28 febbraio giuliano) con la morte dei suoi duecento difensori. Anatolikon si arrese il 15 marzo (1º marzo giuliano). Ibrahim Pasha ne risparmiò i difensori, sperando che il loro esempio potesse essere seguito da quelli di Missolungi. I due pascià offrirono agli assediati una nuova possibilità di resa ricevendone in risposta: «Morire, piuttosto che arrendersi. Ottomila armi insanguinate non si arrendono.». Per intimidire gli Ottomani, gli assediati avevano esagerato il proprio numero. Il 15 aprile (3 aprile giuliano) L'ammiraglio Miaoulis si avvicinò con trenta navi per forzare il blocco navale, ma ne risultò sconfitto e non fu più in grado di aiutare la città. I bombardamenti proseguivano mentre il morale della popolazione continuava a scemare.
Si legge nell'Ellinika Chronika di Mayer:
(Ellinika Chronika.)
L'Alto Commissario della Repubblica delle Sette Isole, Sir Frederick Adam, tentò di promuovere la stipula di un trattato di pace, ma invano.

## La sortita (Exodos)

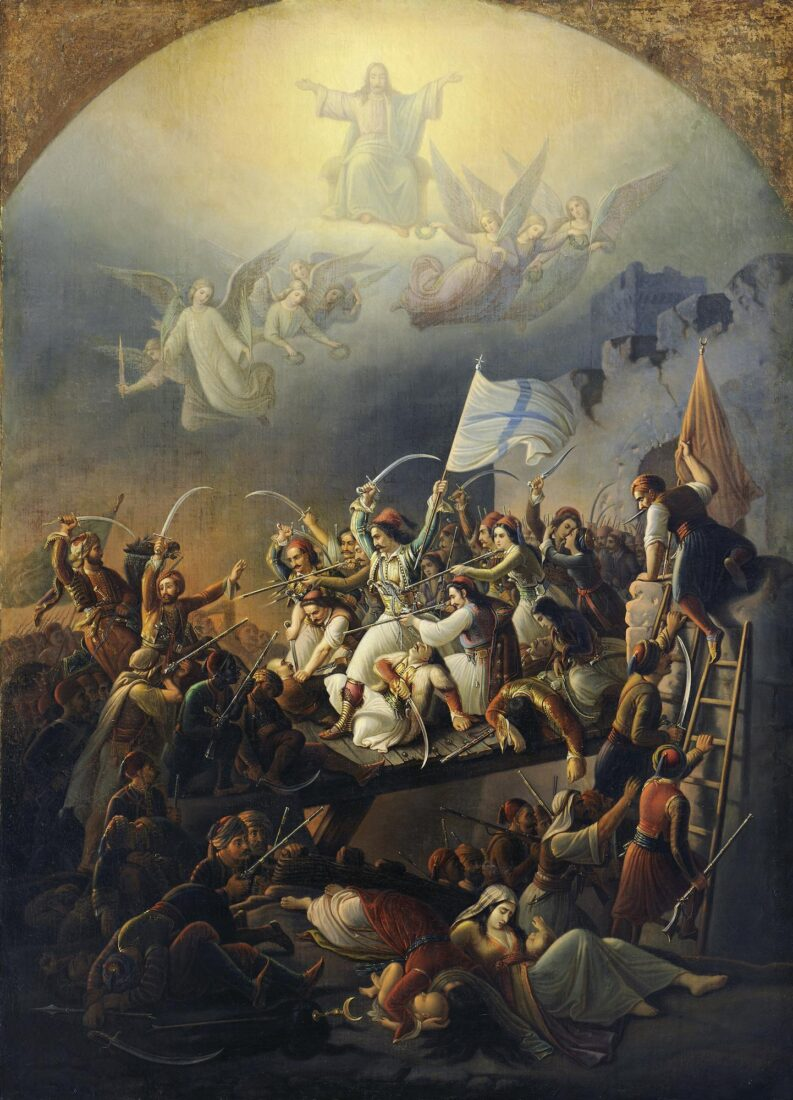
La Sortita da Missolungi, di Theodoros P. Vryzakis.

Per i difensori la situazione era disperata. Se fossero rimasti in città, sarebbero morti di fame. A tentare una sortita, si rischiava la morte, ma rimaneva almeno una chance di salvezza. Dopo circa un anno passato a difendere la città, i leader greci, Notis Botzaris, Kitsos Tzavelas e Makris elaborarono un piano di fuga. Georgios Karaiskáki avrebbe attaccato i Turchi da dietro creando un diversivo per consentire agli assediati la fuga dalla città. Dei 9 000 abitanti, circa 7 000 erano abbastanza forti da prendere parte a questo progetto. Coloro che rimanevano indietro, feriti troppo gravi per potersi muovere e qualche estremo difensore pronto a sacrificarsi, conoscevano già il loro destino.
Il vescovo di Preveza, Giuseppe, stilò una dichiarazione che fu sottoscritta dall'intera popolazione:
Nella notte tra il 22 e 23 aprile (10 aprile giuliano), furono organizzate tre colonne, comandate rispettivamente da Botzaris, Tzavella e Makris. Circa 2 000 uomini in armi erano alla testa e in retroguardia. In mezzo, 5 000 tra anziani, donne e bambini, anch'essi armati. Alcune donne, in abiti maschili, avevano impugnato le armi unendosi ai combattenti. Gli assedianti, tuttavia, sarebbero stati avvertiti da un disertore bulgaro. Ibrahim Pasha aveva deciso di lasciare passare i Greci: preferiva che abbandonassero la città, lasciandola indifesa; inoltre, sarebbe stato più facile affrontarli in campo aperto.
Gli assediati caricarono fuori dalle mura della città, sotto il fuoco dei Turchi in posizione difensiva, imbattendosi nei vari ostacoli costruiti dagli Ottomani per impedire ogni sortita. Sotto la carica della cavalleria egiziana, la maggior parte dei Greci fu colta dal panico e si ritirò verso la città, inseguita dai mercenari albanesi al servizio dei pascià. Benché i Greci riuscissero a riprendere il controllo, non poterono far nulla per impedire il massacro. Delle 7 000 persone che tentarono la fuga, solo 1 800, tra uomini e donne, ne uscirono incolumi.
L'indomani mattina, domenica delle Palme, Turchi ed Egiziani entrarono nella città.
I Greci, guidati da Kapsalis, piuttosto che arrendersi, si fecero esplodere con le loro munizioni e i sopravvissuti furono massacrati o venduti come schiavi. I Turchi esposero 3 000 teste mozzate sui bastioni della città.

## Conseguenze
Dopo questo episodio eroico e mortale, si amplificò in Europa occidentale la corrente di simpatia per la causa greca.
La morte di Byron, le suggestioni del suo martirio, avevano già nutrito il filellenismo.
La sorte di Missolungi, soccombente dopo il disperato "exodos" avevano accentuato il fenomeno.
I più celebri partigiani greci, artisti riconosciuti, misero la loro arte al servizio della causa nazionale.
La loro propaganda, per qualità e quantità, mantenne vivo l'interesse occidentale per l'insurrezione, ma anche la cattiva coscienza dei governi.
Così scriveva Chateaubriand, nella sua «Note sur la Grèce», che precedette nel 1826 il suo Itinéraire de Paris à Jérusalem, incitando a soccorrere la Grecia insorta, dopo aver saputo che Ibrahim Pacha sarebbe accorso in aiuto di Rachid Pacha:

«Missolungi, quasi senza fortificazioni, si oppone ai barbari entrati due volte fin dentro le sue mura.»

«Si vorrebbe ancora sperare che Missolungi non avrà a soccombere, che i suoi abitanti, con un nuovo prodigio del loro coraggio, avranno dato tempo alla cristianità, infine illuminata, di giungere in loro soccorso.
«Ma se così non fosse, eroici cristiani, se fosse vero che, prossimi a morire, voi ci aveste incaricato della responsabilità sulla vostra memoria, se il nostro nome avesse ricevuto l'onore di essere nel novero delle ultime parole da voi pronunciate, cosa potremmo fare per mostrarci degni di adempiere al testamento della vostra gloria? A che tante nobili azioni, tante avversità, tanti inutili discorsi, quando una sol colpo di spada, tirato in una causa così santa, sarebbe valso meglio che tutte le arringhe della terra.»

La Grèce sur les ruines de Missolonghi, Delacroix (1826).

Così scriveva Victor Hugo, nell'ode «Les Têtes du Sérail» (in Les Orientales) del 1826, sull'onda della falsa notizia, rimbalzata sulla stampa europea, che annunciava la morte di Kanaris nell'esplosione del suo brulotto:

[...] Alla vela! Ai remi!

Fratelli, Missolungi fumante ci reclama,

I Turchi hanno accerchiato i suoi bastioni generosi.

Rimandiamo i vascelli alle loro remote città

[...]

Missolungi! - I Turchi! - Ricacciamo o compagni,

I loro cannoni dai suoi forti, la loro flotta dalle sue rade.

Alla notizia della caduta di Missolungi, alcuni studenti parigini avrebbero organizzato una manifestazione. Si sarebbero recati alle Tuileries e avrebbero ottenuto da Carlo X, affacciatosi al balcone, la promessa di aiutare i Greci.
Uno studente tedesco, Sprewitz, fondò l'Associazione della gioventù che tenne sei congressi allo scopo di organizzare un corpo di spedizione per la Grecia.
Auguste Blanqui intraprese un viaggio verso la Morea, nell'ottobre 1828, per aiutare la Grecia insorta. La sua spedizione, in compagnia di Alexandre Plocque, suo amico e compagno di studi, si arrestò a Puget-Théniers, per colpa del passaporto.
Eugène Delacroix, con la sua Grecia morente sulle rovine di Missolungi (1826), conobbe lo stesso trionfo che con Il massacro di Scio (1824). Chateaubriand et Palmerston pronunciarono discorsi in favore della Grecia davanti ai loro rispettivi parlamenti.
L'archeologo e antichista tedesco Niebuhr tenne dei discorsi che permisero una raccolta di fondi per i comitati filelleni tedeschi. Il finanziere svizzero Jean-Gabriel Eynard e il re Luigi I di Baviera diedero parte delle loro fortune per riscattare le donne e i bambini di Missolungi che, catturati e ridotti in schiavitù, erano stati venduti sui mercati d'Egitto.
Aleksandr Puškin, quanto a lui, perorò in Russia la causa dell'insurrezione greca. Émile Souvestre si fece conoscere grazie alla sua pièce teatrale Le Siège de Missolonghi del 1828.
Il 6 luglio 1827 fu stipulato il trattato di Londra: Francia, Russia e Regno Unito, riconoscevano l'autonomia della Grecia come stato vassallo del suzerain ottomano. Le tre potenze si accordarono per un intervento limitato, mirato a convincere la Sublime porta ad accettare i termini del trattato. A tal fine fu suggerita, e adottata, l'idea di una spedizione navale dimostrativa. Una flotta congiunta – russa, francese e britannica – fu inviata per esercitare una pressione diplomatica su Costantinopoli. La battaglia di Navarino, per nulla preventivata, ma dovuta piuttosto a una combinazione di casualità, provocò la distruzione della flotta turco-egiziana. In seguito, la Francia inviò una missione militare per terra, la Campagna di Morea.
In quresto modo, la presa di Missolungi da parte dei Turchi aveva sollecitato l'interventismo delle potenze europee nella questione nazionale ellenica, permettendo la liberazione finale della Grecia nella guerra d'indipendenza.

### Galleria d'immagini
Alcune opere ispirate alla sorte di Missolungi.

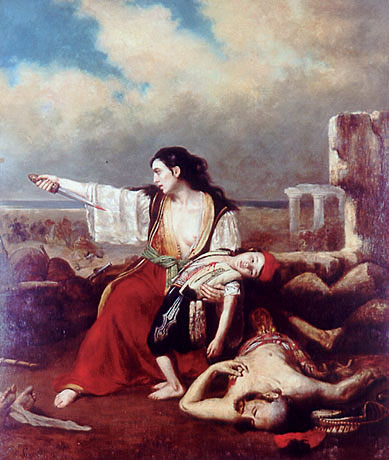
Scène de l'Exodos. di E. de Lansac (1828).
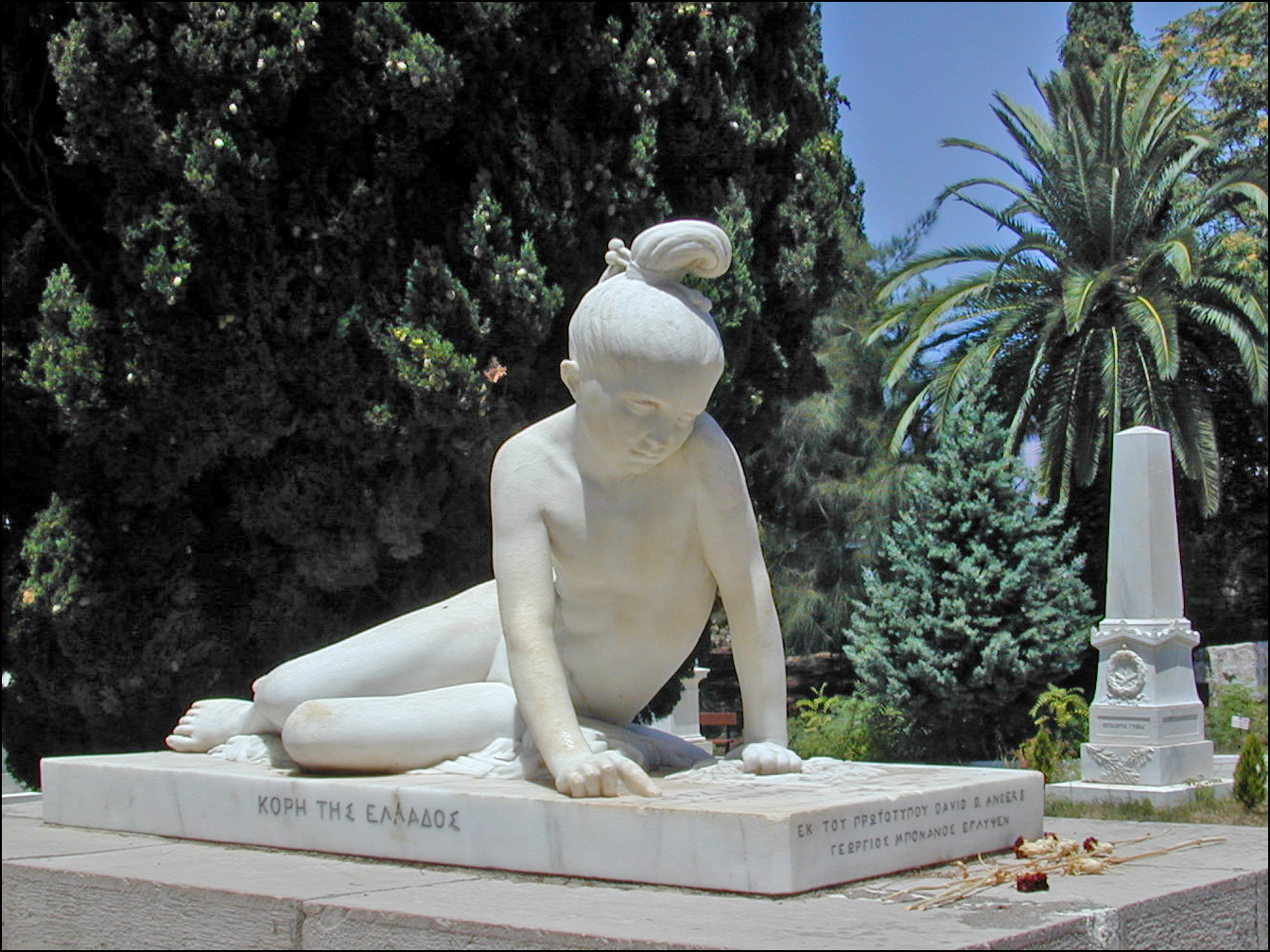
Tomba di Markos Botzaris, di David d'Angers, Missolungi.
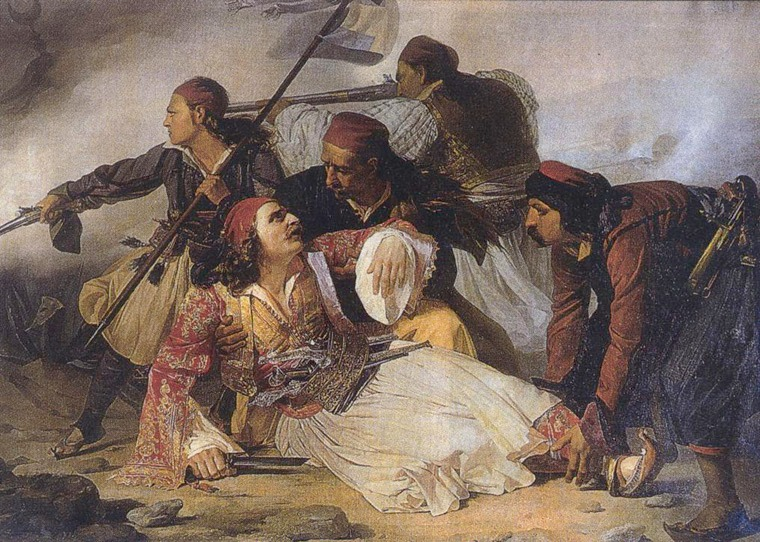
La Mort de Markos Botzaris. di Ludovico Lipparini.
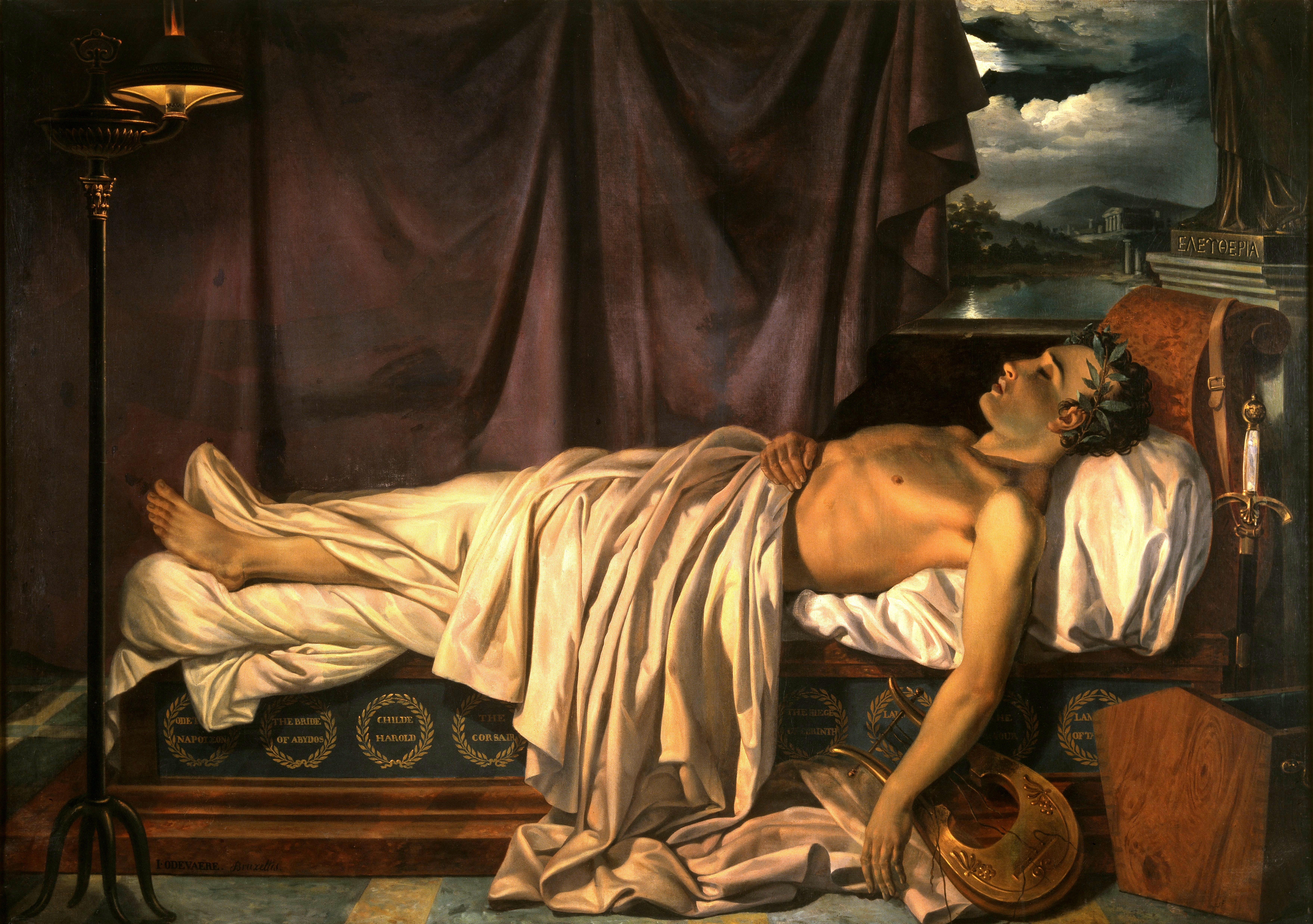
Lord Byron sur son lit de mort. di Joseph-Denis Odevaer (1826).

## Epilogo: la riconquista
Ci vollero due anni perché Missolungi fosse ripresa dai Greci.
Il 27 dicembre 1827 (15 dicembre del calendario giuliano), la Karteria, nave da guerra a vapore, comandata dal capitano Frank Abney Hastings, sbarcò sull'isola di Vasilidi dei soldati che s'impadronirono della fortezza.
Hastings fu poi ferito a morte durante lo sbarco ad Anatolikon il 23 maggio 1828(11 maggio del calendario giuliano).
Il 15 maggio 1829 (3 maggio giuliano), 4 000 soldati greci comandati da Augustinos Kapodistrias misero la città sotto assedio.
I difensori ottomani si arresero senza combattere.
Oggi la città è ancora circondata da mura.
L'ingresso principale è la «Porta della Sortita» del 1826.
Proprio accanto a questa porta, in un piccolo giardino, si trova l'heroön dedicato ai difensori della città caduti durante l'assedio.
Un tumulo centrale accoglie i caduti ignoti.
Alla sua destra, la tomba di Markos Botzaris dello scultore francese David d'Angers, e il monumento a Byron, che contiene il cuore del poeta filelleno.
Il museo cittadino commemora gli assedi grazie con la presenza di numerose opere, tra cui la Grecia morente sulle rovine di Missolungi di Eugène Delacroix.
La Società Byron, inoltre, organizza regolarmente dei colloqui a Missolungi.